# Dirka po Španiji 1970
Dirka po Španiji 1970 (špansko Vuelta a España 1970) je 25. izvedba dirke po Španiji, tritedenske moške cestne kolesarske etapne dirke. Začela se je 23. aprila v Cádizu in končala 12. maja v Bilbau. Sodelovalo je 109 kolesarjev iz 11-ih ekip. Rumeno majico je prvič osvojil Luis Ocaña (Bic), drugo mesto Augustín Tamames (Werner), tretje pa Herman Van Springel (Dr. Mann–Grundig). Modro in sivo majico je osvojil Guido Reybroeck (Germanvox–Wega), zeleno majico Augustín Tamames, rdečo majico pa Miguel María Lasa (La Casera–Peña Bahamontes).

## Ekipe
- Bic
- Fagor–Mercier–Hutchinson
- Germanvox–Wega
- Hertekamp–Magniflex
- Karpy–Licor
- Kas–Kaskol
- La Casera–Peña Bahamontes
- Dr. Mann–Grundig
- Peugeot–BP–Michelin
- Werner
- Willem II–Gazelle

## Etape
| Etapa | Datum     | Štart/Cilj                        | Razdalja | Tip     | Tip                  | Zmagovalec                  |
| ----- | --------- | --------------------------------- | -------- | ------- | -------------------- | --------------------------- |
| P     | 23. april | Cádiz – Cádiz                     | 6 km     |         | posamični kronometer | Luis Ocaña (ESP)            |
| 1     | 24. april | Cádiz – Jerez de la Frontera      | 170 km   |         |                      | Eddy Peelman (BEL)          |
| 2     | 25. april | Jerez de la Frontera – Fuengirola | 217 km   |         |                      | Julián Cuevas (ESP)         |
| 3     | 26. april | Fuengirola – Almería              | 249 km   |         |                      | Guido Reybrouck (BEL)       |
| 4     | 27. april | Almería – Lorca                   | 161 km   |         |                      | Jean Ronsmans (BEL)         |
| 5     | 28. april | Lorca – Calp                      | 209 km   |         |                      | Luis Santamarina (ESP)      |
| 6     | 29. april | Calp – Borriana                   | 198 km   |         |                      | Eddy Peelman (BEL)          |
| 7     | 30. april | Borriana – Tarragona              | 201 km   |         |                      | Guido Reybrouck (BEL)       |
| 8a    | 1. maj    | Tarragona – Barcelona             | 100 km   |         |                      | Ramón Sáez (ESP)            |
| 8b    | 1. maj    | Barcelona – Barcelona             | 48 km    |         |                      | Guido Reybrouck (BEL)       |
| 9     | 2. maj    | Barcelona – Igualada              | 189 km   |         |                      | Agustín Tamames (ESP)       |
| 10    | 3. maj    | Igualada – Zaragoza               | 237 km   |         |                      | Anatole Novak (FRA)         |
| 11    | 4. maj    | Zaragoza – Calatayud              | 118 km   |         |                      | Rini Wagtmans (NED)         |
| 12    | 5. maj    | Calatayud – Madrid                | 204 km   |         |                      | Johny Schleck (LUX)         |
| 13    | 6. maj    | Madrid – Soria                    | 221 km   |         |                      | Marinus Wagtmans (NED)      |
| 14    | 7. maj    | Soria – Valladolid                | 238 km   |         |                      | Jan Serpenti (NED)          |
| 15    | 8. maj    | Valladolid – Burgos               | 134 km   |         |                      | Ramón Sáez (ESP)            |
| 16    | 9. maj    | Burgos – Santander                | 179 km   |         |                      | Roger Rosiers (BEL)         |
| 17    | 10. maj   | Santander – Vitoria               | 191 km   |         |                      | Willy In 't Ven (BEL)       |
| 18    | 11. maj   | Vitoria – San Sebastián           | 157 km   |         |                      | José María Errandonea (ESP) |
| 19a   | 12. maj   | San Sebastián – Llodio            | 104 km   |         |                      | Jos van der Vleuten (NED)   |
| 19b   | 12. maj   | Llodio – Bilbao                   | 29 km    |         | posamični kronometer | Luis Ocaña (ESP)            |
|       | Skupaj    | Skupaj                            | 3568 km  | 3568 km | 3568 km              | 3568 km                     |

## Končna razvrstitev
| Legenda | Legenda                                    | Legenda | Legenda                          |
| ------- | ------------------------------------------ | ------- | -------------------------------- |
|         | Predstavlja vodilnega v skupnem seštevku   |         | Predstavlja vodilnega po točkah  |
|         | Predstavlja vodilnega v gorski razvrstitvi |         | Predstavlja vodilnega v šprintih |
|         | Predstavlja vodilnega v kombinaciji        |         |                                  |

### Rumena majica
| Poz. | Kolesar                    | Ekipa                     | Čas         |
| ---- | -------------------------- | ------------------------- | ----------- |
| 1    | Luis Ocaña                 | Bic                       | 89h 57' 12" |
| 2    | Agustín Tamames            | Werner                    | + 1' 18"    |
| 3    | Herman Van Springel        | Dr. Mann–Grundig          | + 1' 27"    |
| 4    | Jesús Manzaneque Sánchez   | Werner                    | + 1' 27"    |
| 5    | Willy In 't Ven            | Dr. Mann–Grundig          | + 2' 00"    |
| 6    | Francisco Galdós Gauna     | Kas–Kaskol                | + 3' 07"    |
| 7    | Miguel María Lasa          | La Casera–Peña Bahamontes | + 3' 09"    |
| 8    | Joaquim Galera             | La Casera–Peña Bahamontes | + 3' 15"    |
| 9    | Luis Pedro Santamarina     | Werner                    | + 3' 50"    |
| 10   | Juan Manuel Santisteban    | Karpy–Licor               | + 4' 15"    |
| 11   | Aurelio González Puente    | Kas–Kaskol                |             |
| 12   | Ventura Díaz Arrey         | Werner                    |             |
| 13   | Eduardo Castelló Villanova | Karpy–Licor               |             |
| 14   | José Manuel Lasa Orguia    | La Casera–Peña Bahamontes |             |
| 15   | Andrés Gandarias Albizu    | Kas–Kaskol                |             |
| 16   | José Manuel Fuente         | Karpy–Licor               |             |
| 17   | Vicente López Carril       | Kas–Kaskol                |             |
| 18   | Luis Balagué Carreño       | Werner                    |             |
| 19   | André Poppe                | Dr. Mann–Grundig          |             |
| 20   | René Pijnen                | Willem II–Gazelle         |             |
| 21   | José Albelda Tormo         | Karpy–Licor               |             |
| 22   | Francisco Gabica Billa     | Kas–Kaskol                |             |
| 23   | Antonio Gómez del Moral    | Kas–Kaskol                |             |
| 24   | Carlos Echeverría Zudaire  | Kas–Kaskol                |             |
| 25   | Ángel Barrigón Argumusa    | Karpy–Licor               |             |